# 麻柳镇 (达州市)
麻柳镇，是中华人民共和国四川省达州市达川区下辖的一个乡镇级行政单位。2019年12月，撤销大滩乡、葫芦乡、东兴乡、花红乡和檀木镇，将原大滩乡、原葫芦乡、原东兴乡、原花红乡和原檀木镇所属行政区域划归麻柳镇管辖。

## 行政区划
麻柳镇下辖以下地区：
沿江社区、新街社区、万宝寨村、任家庙村、金鼓寨村、松树包村、走马梁村、冯家坝村、碾盘湾村、地藏寺村、烂泥湖村、铜鼓堆村、双堰塘村、新安寨村、沙河村、刘家坝村、野鸭子村、四方碑村、斑竹园村、八庙桥村、三清庙村、圣龙庙村、罗顶寨村、福里庙村、莲花磅村和西兴寺村。